# Elezioni regionali in Valle d'Aosta del 1978
Le elezioni per il rinnovo del VII Conseil de la Vallée / Consiglio Regionale della Valle d'Aosta si sono svolte il 25 giugno 1978.
La situazione politica si spacchettò fra numerosissimi partitini, con continue modificazioni della compagine amministrativa.
L'affluenza si è attestata al 89,5% degli aventi diritto.

## Risultati elettorali
| Partiti                                                           | voti   | voti (%) | seggi |
| ----------------------------------------------------------------- | ------ | -------- | ----- |
| Union Valdôtaine (UV)                                             | 18.318 | 24,75%   | 9     |
| Democrazia Cristiana (DC)                                         | 15.723 | 21,24%   | 7     |
| Partito Comunista Italiano (PCI)                                  | 14.442 | 19,51%   | 7     |
| Democratici Popolari                                              | 8.702  | 11,76%   | 4     |
| Partito Socialista Italiano (PSI)                                 | 2.648  | 3,58%    | 1     |
| Union Valdôtaine Progressiste (UVP)                               | 2.316  | 3,13%    | 1     |
| Autonomia Socialista (AS)                                         | 1.960  | 2,65%    | 1     |
| Partito Socialista Democratico Italiano (PSDI)                    | 1.543  | 2,08%    | 1     |
| Democrazia Proletaria                                             | 1.454  | 1,96%    | 1     |
| Partito Repubblicano Italiano (PRI)                               | 1.395  | 1,88%    | 1     |
| Alleanza per la Libertà e il Progresso (ALP) (PLI e indipendenti) | 1.318  | 1,78%    | 1     |
| Artigiani e Commercianti Valdostani (ACV)                         | 1.118  | 1,51%    | 1     |
| Alternativa Radicale                                              | 976    | 1,32%    | 0     |
| Movimento Sociale Italiano - Destra Nazionale (MSI-DN)            | 949    | 1,28%    | 0     |
| Ecologia Valdostana                                               | 559    | 0,76%    | 0     |
| Raggruppamento Operaio Socialista                                 | 389    | 0,53%    | 0     |
| Democrazia Nazionale - Costituente di Destra                      | 205    | 0,28%    | 0     |
| Totale                                                            | 74.015 | 100,00%  | 35    |
|                                                                   |        |          |       |

Fonti: Ministero dell'Interno, ISTAT, Istituto Cattaneo, Consiglio Regionale della Valle d'Aosta